# Hypselodoris obscura
Hypselodoris obscura is een zeenaaktslak die behoort tot de familie van de Chromodorididae. Deze slak leeft in de Grote Oceaan, voornamelijk langs de kusten van Australië en Indonesië.
Kenmerkend voor deze slak is het zwartgekleurde lichaam met gele en witte vlekken. Over de rug loop een dorsale witte lijn. De kieuwen en de rinoforen zijn opvallend donkerrood. Ze wordt, als ze volwassen is, zo'n 3 tot 6 cm lang. Ze voeden zich voornamelijk met sponzen en kleine organismen.